# Чёрный болотный муравей

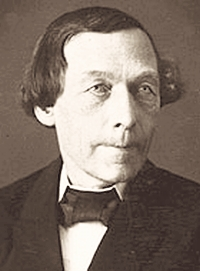
Профессор Вильям Нюландер (William Nylander, 1822—1899) в 1846 году впервые описал этот вид

Чёрный болотный муравей, или чёрный блестящий муравей, или блестящий болотный муравей (Formica picea) — вид средних по размеру муравьёв подрода Serviformica рода Formica из подсемейства Formicinae чёрного цвета (Formicidae).

## Распространение
Характерен для болотистых местностей Европы и Западной Сибири.

## Классификация
Данный вид относится к подроду Serviformica, включающему самых примитивных представителей рода Formica.
В 2004 году сибирские и восточные популяции выделены от европейских F. picea в отдельный таксон F. candida.

## Охранный статус
Включён в красные книги Удмуртской Республики и Челябинской области, а также в Приложение к Красной книге Москвы, как вид нуждающийся на территории столицы в постоянном контроле и наблюдении.